# Association des Écrivains et Artistes Révolutionnaires
Die Association des Écrivains et Artistes Révolutionnaires, kurz AEAR, war eine französische Vereinigung revolutionärer Künstler und Schriftsteller.
Die Vereinigung wurde im März 1932 in Pantin von kommunistischen und sympathisierenden Schriftstellern als französische Sektion der von der Komintern initiierten Internationalen Vereinigung revolutionärer Schriftsteller gegründet. An der Spitze der AEAR waren damals Paul Vaillant-Couturier, Léon Moussinac, Charles Vildrac und Francis Jourdain. Auch Max Ernst beteiligte sich an der Gründungsveranstaltung. Die Ideologie der AERA richtete sich vor allem gegen Krieg und Faschismus. Unter anderem wurde auch die Zeitschrift Commune von der AEAR herausgegeben. Neben der Fédération Musicale Populaire (FMP) spielte die AEAR auch eine Schlüsselrolle bei der Einführung sowjetischer Musik in Frankreich.

## Bekannte Mitglieder (Auswahl)
- Henri-Georges Adam
- Henri Barbusse
- Jean Bernier
- André Breton (1933 aus der Vereinigung entlassen)
- Claude Cahun (bürgerlich Lucy Schwob)
- Max Ernst
- Maurice Estève
- André Gide
- Jean Giono
- Francis Jourdain
- Max Lingner
- Alfred Manessier
- Marcel Moore (bürgerlich Suzanne Malherbe)
- Léon Moussinac
- Charlotte Perriand
- Édouard Pignon
- Arpad Szenes
- Paul Vaillant-Couturier
- Charles Vildrac